# The Easterner
The Easterner, conosciuto anche come A Tale of the West (The Easterner; or, A Tale of the West),  è un cortometraggio muto del 1907 diretto da James Stuart Blackton e interpretato da William V. Ranous.
Prodotto dalla Vitagraph Company of America, il film uscì nelle sale statunitensi il 17 agosto 1907.

## Produzione
Il film fu prodotto dalla Vitagraph Company of America.

## Distribuzione
Distribuito dalla Vitagraph Company of America, il film - un cortometraggio di sei minuti circa - uscì nelle sale cinematografiche statunitensi il 17 agosto 1967.